# Caterina de Habsburg (1507-1578)
Caterina de Habsburg, numită și Caterina de Castilia sau Caterina de Burgundia (în germană: Katharina von Kastilien, n. 14 ianuarie 1507, Torquemada⁠(d), Castilia și León, Spania – d. 12 februarie 1578, Lisabona, Portugalia), aparținând Casei de Habsburg, a fost soția regelui Ioan al III-lea al Portugaliei. A fost regentă a Portugaliei în timpul minoratului nepotului său din 1557 până în 1562.